# 建筑面积
建筑面积是地產名詞，與實用面積及實用率計算有直接關係。因應國家地區不同，其定義和量度標準未必一致。

## 中国大陆
在中國大陆，與建筑面积有關的法規有《建筑工程建筑面积计算规范》（GB/T50353-2013）和《商品房销售面积计算及公用建筑面积分摊规则》等，但每座城市的细则可能有所不同。而在香港，建筑面积定義則未有公認量度標準，一般理解是售樓實用面積加上作公眾共有的公共面積。建筑面积中，具爭議的是公共面積內有多少項目被包括在內，當中可能包括 楼梯、走廊、停車場、管理處、公廁、升降機及其公眾大堂、天井、單位窗戶外的「窗台」等。在台灣則有建築技術規則，其第九章之容積管制即是關於容積率和建築面積的規範。

## 香港
在香港，建筑面积原指總樓面面積（Gross Floor Area of Land Lease），即在每層樓面水平（包括地面水平以下的任何樓面）量度所得的建築物外牆以內面積。 但香港可發展總樓面面積中，純粹為下述用途而建或擬純粹用於下述用途的，即停泊汽車、汽車上落客貨、或垃圾房、垃圾及物料回收房、物料回收房、垃圾及物料回收室、垃圾槽、垃圾漏斗室以及為方便分隔垃圾而提供並令建築事務監督滿意的其他類型的設施、或為電訊及廣播服務而設的接達設施；或該樓面空間是純粹由任何升降機、空調或暖氣系統或任何相類設施的機械或設備所佔用的面積，是不計算進地契中可發展的最高總樓面面積中。而自千禧年左右，為推廣環保設施，「環保」設施如「環保」露台、郵件派遞室等均可申請豁免計算進可發展的最高總樓面面積，最多為可發展的最高總樓面面積的8%。
而發展商一般將以上之豁免面積，及公共空間例如會所、電梯大堂及天台等分攤面積計算進各分租/分售銷售單的建筑面积（Gross Leasable Area）之中，建筑面积當然比單位之門口內與牆身內的實用面積（Saleable Area）大。
由於建筑面积被加入了不計算進地契中可發展的最高總樓面面積中的公用面積，所有單位的建筑面积相加減去所有露台及工作平台面積，與政府許可的最大總樓面面積略同。
關於單位露台、空調機房等政府不計進總樓面面積的部分，其售價亦不應與計進總樓面面積的部分售價相同。
立法會房屋事務委員會在2010年開始建議一系列措施以規管一手樓買賣，其中包括將傳統上以建築面積改為由實用面積定價等，以令買家更能得知付出價格與所購樓宇面積的關係，然而業界如地產建設商會等認為新措施會令消費者難以把單位與二手單位比較，也對法團計算管理費等有影響，並反建議將公用面積細項分拆列出和只管樓花而不監管現成樓宇，但亦有研究指所謂新舊樓宇定價將會混亂不應存在，因以往以建築面積定價時買家早已將建築與實用部份自行比較而調整心目中價值，所以實用面積較高的舊樓宇的尺價會比新建成發水較多的樓宇為高，而統一以實用面積定價不會引起混亂亦可免去買家自行量度、調查的成本，而這說法在現實中高尺價亦反映在如太古城中心等以實用率高見稱的物業樓價上。